# Keith Edward Bullen
Keith Edward Bullen (* 29. Juni 1906 in Auckland; † 23. September 1976 ebenda) war ein neuseeländischer Mathematiker, Geophysiker und Seismologe.

## Leben
Seine schulische und studentische Ausbildung genoss Bullen unweit seiner Heimatstadt Auckland. 1922 beendete er die Auckland Grammar School mit einer Auszeichnung für Mathematik und Wissenschaft einhergehend mit der Aufnahme an der Universität. In der Folgezeit graduierte er auf dem Gebiet der Mathematik, auf dem er auch weitere Auszeichnungen errang. Bereits 1928 wurde er Dozent für Mathematik am Auckland University College.
Bullen verließ 1931 die Universität vorübergehend, um am St John’s College an der Universität Cambridge zu promovieren, kehrte anschließend aber wieder nach Auckland zurück um seine Lehre wieder aufzunehmen. 1940 wechselte er nach Australien, wo er zunächst als Dozent an der University of Melbourne tätig war. Fünf Jahre später wurde er Professor für Angewandte Mathematik an der University of Sydney, wo er bis zu seinem Ruhestand 1971 blieb.
Keith Bullen heiratete 1935 Florence Mary Pressley. Zusammen hatten sie zwei Kinder, John (* 1936 in Auckland) und Anne (* 1943 in Melbourne). Bullen erlag im Alter von 70 Jahren einem Herzinfarkt.

## Forschungsarbeit
Während der Jahre in Cambridge war Bullen Student von Harold Jeffreys, der zu jener Zeit an einer Überarbeitung der Laufzeiten von Erdbebenwellen arbeitete, die damals noch mit Fehlern von bis zu 20 Sekunden behaftet waren. Eine der ersten Veröffentlichungen Bullens (zusammen mit Jeffreys) war ein Nature-Artikel über die Korrekturen der P-Wellen-Laufzeiten. Nach seiner Rückkehr nach Neuseeland hielt Bullen weiter regen Kontakt zu Jeffreys und beendete in Auckland seine Doktorarbeit.
1940 veröffentlichten beide die sogenannten Jeffreys-Bullen Tables – eine Übersicht von Laufzeiten für unterschiedliche Seismogrammphasen, die über mehrere Jahrzehnte die Grundlage für das Verständnis des inneren Erdaufbaus darstellte. Hiermit existierte erstmals ein definiertes Schichtmodell der Erde.
Bullen veröffentlichte jedoch in der Folge noch weitere eigene Studien und Tabellen zu weiteren reflektierten Erdbebenwellen. Spätere Arbeiten befassten sich mit dem Aufbau der Erde, Berechnungen von Entfernungen in der Seismologie und die Änderung der Dichte im Erdinneren mit zunehmender Tiefe. Spätestens mit der Veröffentlichung zum letzteren Thema in den 50er Jahren gewann Bullen weltweite Anerkennung und avancierte zu einem der führenden Geophysiker seiner Zeit.
Bullen verfeinerte das Erdmodell weiter und kam weiter zu dem Schluss, dass der Erdmantel und der Erdkern chemisch unterschiedlich aufgebaut sein müssen. Er postulierte weiterhin das Auftreten eines extrem großen Dichte-Gradienten in den untersten 200 km des Erdmantels, der Zone also, die heute als D"-Schicht bekannt ist. Weitere Veröffentlichungen Bullens befassen sich auch mit dem Zustand der terrestrischen Planeten. Die Dichte-Verteilung in der Erde blieb jedoch das bestimmende Betätigungsfeld Bullens, das er in seinem letzten 1975 erschienenen Buch The Earth's Density ausführlich diskutiert.
Bullens Lebenswerk umfasst ca. 290 Publikationen, die zum Teil entscheidende Einflüsse auf die Geophysik bewirkt haben. Seine internationale Anerkennung kam auch in zahlreichen Ämtern zum Ausdruck: Er war Präsident der International Association of Seismology and Physics of the Earth's Interior und Vize-Präsident der International Union of Geodesy and Geophysics sowie des International Scientific Committee for Antarctic Research und auch weiterer Arbeitsgruppen und Komitees, die sich mit Geophysik und Seismologie befassten.
Die Energie, die Bullen in seine Arbeit legte, wurde von seinem früheren Doktorvater Harold Jeffreys als phänomenal bezeichnet. Er zeigte auf Kongressen und Tagungen stets Bereitschaft zum Gespräch mit Interessierten ohne Ansehen des Alters. Keith Bullens Leistungen und Verdienste wurden mit einer Vielzahl von Ehrungen und Auszeichnungen gewürdigt.

## Schriften (Auswahl)
- Tables for converting geographic into geocentric angular distances. County Press, Isle of Wight 1938.
- An introduction to the theory of seismology. Cambridge University Press, Cambridge 1947.
- An introduction to the theory of mechanics. Science Press, Sydney 1949.
- Seismology. Methuen u. a., London u. a. 1954.
- The interior of the earth. In: Scientific American. Band 193, Nummer 3, September 1955, S. 56–61, JSTOR:24944755.
- The Earth’s density. Chapman and Hall, London 1975, ISBN 0-412-10860-7.

## Auszeichnungen und Ehrenmitgliedschaften (Auswahl)
- 1949 – Fellow of the Royal Society of London
- 1954 – Foundation fellow of the Australian Academy of Science
- 1960 – Mitglied der American Academy of Arts and Sciences
- 1961 – Foreign associate of the US National Academy of Sciences
- 1961 – William Bowie Medal der American Geophysical Union
- 1963 – Arthur L. Day Medal der Geological Society of America
- 1966 – Research Medal der Royal Society of Victoria
- 1968 – Pontifical Academician
- 1969 – Matthew Flinders Lecturer and Medallist
- 1974 – Goldmedaille der Royal Astronomical Society